# John Hendrickson (strzelec)
John Henry Hendrickson (ur. 20 października 1872 na Long Island, zm. 24 lutego 1925 w Queens) – amerykański strzelec, mistrz olimpijski.

## Kariera
Wystąpił na Letnich Igrzyskach Olimpijskich 1912 w dwóch konkurencjach. W trapie indywidualnym uzyskał 14 punktów, kończąc zawody na 44. miejscu. W trapie drużynowym zdobył wraz z kolegami z reprezentacji złoty medal, osiągając czwarty rezultat wśród amerykańskich zawodników (skład zespołu: Charles Billings, Edward Gleason, James Graham, Frank Hall, John Hendrickson, Ralph Spotts).

## Wyniki

### Igrzyska olimpijskie
| Igrzyska       | Konkurencja     | Wynik                                    | Miejsce | Źródło |
| -------------- | --------------- | ---------------------------------------- | ------- | ------ |
| Sztokholm 1912 | Trap            | 14 pkt.                                  | 44      | [ 1 ]  |
| Sztokholm 1912 | Trap, drużynowo | 532 pkt. (druż.) 89 pkt. ind. (18–26–45) |         | [ 2 ]  |